# MaRV

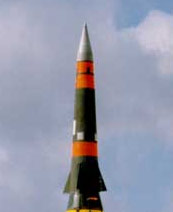
MGM-31B 퍼싱 II의 MaRV 탄두

MaRV(Maneuverable Reentry Vehicle)는 탄도 미사일의 기동이 가능한 탄두를 말한다. 보통 MIRV 탄두 보다 최신형으로 알려져 있다. 다탄두기동성재돌입탄도탄 또는 기동 탄두 재진입체 라고도 한다.

## 역사
미국 퍼싱 II 미사일은 종말유도로 능동 레이더 유도를 채택해, 탄두가 목표물을 찾아서 기동을 하여 명중한다. 보통의 탄도 미사일은 대포처럼 무유도로 준궤도 비행을 할 뿐이다. 모두가 그렇지는 않지만, 미사일 탄두 부분에 상하좌우 기동을 위한 카나드 날개를 단 것이 특징이다.
북한이 SCUD-ER에 카나드를 단 개량형을 발사했다. 항공모함, 구축함도 명중 시킬 수 있다고 주장했다. MaRV 탄두를 채택했다는 의미이다.
러시아 R-27을 북한에서는 화성-10형, 무수단 미사일이라고 하는데, R-27K는 MaRV 탄두를 채택했다.
MGM-31B 퍼싱 II와 카나드를 단 것까지 외양이 매우 비슷한 사거리 2000 km DF-17을 중국이 2020년에 배치할 계획이다. 항공모함 공격이 가능하다고 한다.
2015년 9월 3일, 박근혜 대통령이 참석한 중국 인민 항일 전쟁 및 세계 반파시즘 전쟁 승리 70주년 기념 대회에서 항모킬러로 불리는 DF-21D와 DF-26이 최초로 공개되었다. DF-21D는 세계 최초의 대함탄도미사일(ASBM)이다. DF-21D, DF-26 모두 MaRV 탄두를 장착했다.
2017년 6월 23일, 문재인 대통령이 참석하여 현무-2C의 시험발사를 최초로 공개했다. 퍼싱-2와 카나드를 단 것까지 외양이 매우 비슷했다. 그러나 퍼싱 II가 공식 사거리 1770 km, KGB 분석으로는 사거리 2500 km인데 비해, 현무-2C 공식 사거리는 800 km이다.

## 요격 회피 기능
미국과 소련은 INF 조약을 체결해서, 사거리 500-5500 km 지상발사형 중단거리 탄도미사일과 순항미사일이 없다. 그러나 한국, 북한, 중국은 INF 조약을 체결한 적이 없어서, 대부분의 지상발사형 탄도미사일, 순항미사일이 500 km 이상 5500 km 이하의 SRBM, MRBM, IRBM이다.
최근 북한 6차 핵실험 직후, 트럼프 대통령이, 태평양 전쟁 이후 처음으로, 일본에 사거리 2500 km 지상형 토마호크 판매를 승인했다. 원래 일본은 패전 후 평화헌법으로 사거리 500 km 미만의 탄도미사일도 없었다. 사거리 200 km 함대함, 잠대함, 공대함 순항미사일은 있었다. 즉, 북한 6차 핵실험으로 일본이 한국, 북한, 중국의 SRBM, MRBM, IRBM 경쟁에 뛰어들었다.
이러한 중단거리 미사일들은, 최근 MIM-104 패트리어트, 사드의 개발로 인해, 요격 회피기능을 위해서 MaRV 탑재가 요구되고 있다. 사거리도 예전의 중단거리 미사일들과 달리, 회피기동을 위한 추가적인 연료가 필요해서, 러시아의 9K720 이스칸데르 미사일은 사거리 500 km이지만, 실제는 900 km까지 가능하다고도 알려져 있다.
사드는 요격 회피가 훨씬 힘들지만, 패트리어트는 최대 요격 고도 30 km 이상의 고도에서 비행하다가, 종말유도로 마하 8의 속도로 수직으로 급강하할 경우, 요격을 회피할 수 있다고 알려져 있다. 그러려면 불규칙한 궤도비행이 가능한 MaRV 탄두가 필요하다.

## 같이 보기
- MIRV